# Ekstraklasa kobiet w tenisie stołowym (2022/2023)
Ekstraklasa kobiet w tenisie stołowym 2022/2023 – 75. edycja rozgrywek pierwszego poziomu ligowego kobiet w Polsce. Brało w niej udział 9 drużyn.
Triumfatorem rozgrywek został KTS Enea Siarka Tarnobrzeg, który w meczach finałowych dwukrotnie pokonał Bebetto AZS UJD Częstochowa. Brązowe medale zdobyły drużyny KU AZS UE Wrocław i SKTS Sochaczew.

## System rozgrywek
Rozgrywki prowadzone były z udziałem 9 drużyn i były podzielone na dwie fazy: zasadniczą i play-off.
Faza zasadnicza składa się z dwóch rund. Pierwsza runda rozgrywana jest systemem każdy z każdym. W drugiej rundzie gospodarzami spotkań w drugiej rundzie są drużyny, które w pierwszej rundzie w meczu pomiędzy tymi samymi drużynami grały na wyjazdach. Za zwycięstwo 3:0 lub 3:1 drużyny otrzymują 3 punkty, za zwycięstwo 3:2 – 2 punkty, zaś za porażkę 2:3 – 1 punkt. Za porażkę 0:3 lub 1:3 drużyny nie otrzymują punktów.
Do fazy play-off awansują 4 drużyny. W półfinałach zostaną rozegrane dwumecze. Pary zostaną ustalone na podstawie tabeli po rundzie zasadniczej (1-4, 2-3). Gospodarzami pierwszego meczu będą drużyny z niższego miejsc. Zwycięzcy półfinałów awansują do finału, gdzie zostanie rozegrany dwumecz, a gospodarzem pierwszego meczu będzie drużyna z niższego miejsca po fazie zasadniczej. Drużyna, która wygra finał otrzyma tytuł Drużynowego Mistrza Polski kobiet, puchar i złote medale, a zespół pokonany w finale otrzyma puchar i srebrne medale. Drużyny, które odpadły w półfinałach, otrzymają brązowe medale. Do 1. ligi spadną dwie ostatnie drużyny po fazie zasadniczej.
Każdy mecz składa się z 3-5 gier rozgrywanych kolejno na jednym stole. Mecz kończy się wraz z uzyskaniem przez jedną drużyn trzech zwycięstw. Układ gier w meczu.
| 1. gra | 2. gra | 3. gra | 4. gra | 5. gra |
| ------ | ------ | ------ | ------ | ------ |
| A–X    | B–Y    | C–Z    | A–Y    | B–X    |

## Składy drużyn
| Bebetto AZS UJD Częstochowa   | Bebetto AZS UJD Częstochowa | JKTS Jastrzębie-Zdrój | JKTS Jastrzębie-Zdrój | KS Bogoria Grodzisk Mazowiecki | KS Bogoria Grodzisk Mazowiecki | KTS Enea Siarka Tarnobrzeg | KTS Enea Siarka Tarnobrzeg |
| ----------------------------- | --------------------------- | --------------------- | --------------------- | ------------------------------ | ------------------------------ | -------------------------- | -------------------------- |
| Tetiana Biłenko               | 1983                        | Nadine Brachaczek     | 2007                  | Aleksandra Falarz              | 1996                           | Natalia Bajor              | 1997                       |
| Anastasija Dymytrenko         | 2002                        | Sabina Durak          | 1992                  | Zuzanna Gutkowska              | 2008                           | Fu Yu                      | 1978                       |
| Joanna Narkiewicz             | 1975                        | Marta Gawliczek       | 2002                  | Martyna Lis                    | 2002                           | Han Ying                   | 1983                       |
| Liliana Nowak                 | 2011                        | Angelika Janik        | 2000                  | Maja Łakoma                    | 2009                           | Elizabeta Samara           | 1989                       |
| Julia Szemiel                 | 1999                        | Laura Kałużny         | 2004                  | Aleksandra Michalak            | 2001                           | Kinga Stefańska            | 1980                       |
| Roksana Załomska              | 1991                        | Dorota Paluch         | 1961                  | Milena Mirecka                 | 2008                           |                            |                            |
|                               |                             | Agata Paszek          | 2001                  | Park Shin Hae                  | 1996                           |                            |                            |
| Patrycja Paszek-Jemilianowicz | 1995                        | Emilia Skubek         | 2005                  |                                |                                |                            |                            |
| Aleksandra Ratajczyk          | 2010                        | Zofia Śliwka          | 2007                  |                                |                                |                            |                            |
| Nikola Ratajczyk              | 2009                        | Katarzyna Trochimiuk  | 2002                  |                                |                                |                            |                            |
| Estera Razakowska             | 2002                        | Antonina Zembowicz    | 2007                  |                                |                                |                            |                            |
| Maria Toborek                 | 2008                        |                       |                       |                                |                                |                            |                            |
| Marcelina Wystyrk             | 2002                        |                       |                       |                                |                                |                            |                            |
| Alina Zborowska               | 1964                        |                       |                       |                                |                                |                            |                            |
| KTS Maximus Broker Toruń      | KTS Maximus Broker Toruń    | KU AZS ANS Łomża      | KU AZS ANS Łomża      | KU AZS UE Wrocław              | KU AZS UE Wrocław              | MUKS Start Nadarzyn        | MUKS Start Nadarzyn        |
| Zuzanna Dąbrzał               | 2006                        | Anna Brzyska          | 2005                  | Julia Furman                   | 2005                           | Reina Aso                  | 2002                       |
| Izabela Frączak-Wróbel        | 1975                        | Alisa Dubrowa         | 1991                  | Natalia Gaworska               | 2007                           | Patrycja Borowska          | 2008                       |
| Oktawia Karkoszka             | 1989                        | Julia Korniczuk       | 1983                  | Julia Girulska                 | 2002                           | Daria Duralak              | 2004                       |
| Tatiana Kukuľková             | 2000                        | Weronika Łuba-Arnista | 1992                  | Malwina Jarecka                | 2006                           | Katarzyna Grzybowska-Franc | 1989                       |
| Emilia Maruszak               | 2006                        | Ren Bingran           | 1992                  | Paula Krysińska                | 2005                           | Paulina Krzysiek           | 1996                       |
| Adrianna Szulc-Misiewicz      | 1990                        | Magdalena Sikorska    | 1986                  | Sandra Murawska                | 2007                           | Blanka Kusińska            | 2009                       |
| Wiktoria Wróbel               | 2006                        | Joanna Sokołowska     | 2001                  | Liliana Przybył                | 2006                           | Klaudia Kusińska           | 1993                       |
|                               |                             | Izabela Wysmułek      | 2002                  | Anna Węgrzyn                   | 2001                           | Dorota Sass                | 2006                       |
| Anna Żerańska                 | 2001                        | Katarzyna Węgrzyn     | 2001                  | Martyna Stachniak              | 2003                           |                            |                            |
|                               |                             | Magdalena Włodarczyk  | 2001                  | Katarzyna Ślifirczyk           | 1993                           |                            |                            |
| Wu Xinxin                     | 2002                        |                       |                       |                                |                                |                            |                            |
| Hanna Zając                   | 2006                        |                       |                       |                                |                                |                            |                            |
| Julia Zyna                    | 2008                        |                       |                       |                                |                                |                            |                            |
| SKTS Sochaczew                |                             |                       |                       |                                |                                |                            |                            |
| Irina Ciobanu                 | 1995                        |                       |                       |                                |                                |                            |                            |
| Natalia Gawrylczyk-Zielińska  | 1986                        |                       |                       |                                |                                |                            |                            |
| Daria Łuczakowska             | 1984                        |                       |                       |                                |                                |                            |                            |
| Ilona Sztwiertnia             | 2004                        |                       |                       |                                |                                |                            |                            |
| Zuzanna Wielgos               | 2005                        |                       |                       |                                |                                |                            |                            |
| Aleksandra Wojtczak           | 2000                        |                       |                       |                                |                                |                            |                            |

## Kluby
| Klub                           | Sezon 2021/2022 |
| ------------------------------ | --------------- |
| KU AZS PWSiP Łomża             | 5. miejsce      |
| Bebetto AZS UJD Częstochowa    | Półfinał        |
| JKTS Jastrzębie-Zdrój          | Awans z 1. ligi |
| KS Bogoria Grodzisk Mazowiecki | 8. miejsce      |
| KTS Enea Siarka Tarnobrzeg     | Wicemistrz      |
| KTS Maximus Broker Toruń       | 7. miejsce      |
| KU AZS UE Wrocław              | Mistrz          |
| MUKS Start Nadarzyn            | 6. miejsce      |
| SKTS Sochaczew                 | Półfinał        |

## Faza zasadnicza
| Poz. | Drużyna                        | M  | Z  | P  | Pojedynki | Punkty |
| ---- | ------------------------------ | -- | -- | -- | --------- | ------ |
| 1.   | KTS Enea Siarka Tarnobrzeg     | 16 | 16 | 0  | 48:7      | 47     |
| 2.   | SKTS Sochaczew                 | 16 | 11 | 5  | 40:23     | 35     |
| 3.   | Bebetto AZS UJD Częstochowa    | 16 | 11 | 5  | 39:24     | 33     |
| 4.   | KU AZS UE Wrocław              | 16 | 11 | 5  | 38:21     | 32     |
| 5.   | MUKS Start Nadarzyn            | 16 | 9  | 7  | 32:31     | 24     |
| 6.   | KS Bogoria Grodzisk Mazowiecki | 16 | 5  | 11 | 23:35     | 17     |
| 7.   | KTS Maximus Broker Toruń       | 16 | 5  | 11 | 20:40     | 14     |
| 8.   | KU AZS ANS Łomża               | 16 | 2  | 14 | 20:44     | 9      |
| 9.   | JKTS Jastrzębie-Zdrój          | 16 | 2  | 14 | 9:44      | 5      |

|     | CZĘ | GRO | JST | ŁOM | NAD | SOC | TAR | TOR | WRO |
| CZĘ | –   | 3:2 | 3:0 | 3:1 | 3:1 | 3:2 | 0:3 | 3:1 | 3:1 |
| GRO | 0:3 | –   | 3:0 | 3:1 | 1:3 | 0:3 | 0:3 | 3:0 | 0:3 |
| JST | 0:3 | 0:3 | –   | 3:2 | 0:3 | 0:3 | 0:3 | 1:3 | 0:3 |
| ŁOM | 1:3 | 1:3 | 3:1 | –   | 3:1 | 1:3 | 0:3 | 2:3 | 1:3 |
| NAD | 3:2 | 3:2 | 3:0 | 3:2 | –   | 3:2 | 0:3 | 3:0 | 0:3 |
| SOC | 3:1 | 3:1 | 3:0 | 3:1 | 3:1 | –   | 1:3 | 3:0 | 2:3 |
| TAR | 3:1 | 3:1 | 3:1 | 3:0 | 3:0 | 3:0 | –   | 3:2 | 3:0 |
| TOR | 0:3 | 3:1 | 0:3 | 3:1 | 3:2 | 1:3 | 0:3 | –   | 1:3 |
| WRO | 3:2 | 3:0 | 3:0 | 3:0 | 1:3 | 2:3 | 1:3 | 3:0 | –   |

## Play-off
|  | Półfinały | Półfinały                   | Półfinały | Półfinały |  |  | Finał | Finał                       | Finał | Finał |
|  |           |                             |           |           |  |  |       |                             |       |       |
|  | 1         | KTS Enea Siarka Tarnobrzeg  | 3         | 3         |  |  |       |                             |       |       |
|  | 4         | KU AZS UE Wrocław           | 0         | 1         |  |  |       |                             |       |       |
|  |           |                             |           |           |  |  | 1     | KTS Enea Siarka Tarnobrzeg  | 3     | 3     |
|  |           |                             |           |           |  |  | 3     | Bebetto AZS UJD Częstochowa | 1     | 0     |
|  | 2         | SKTS Sochaczew              | 3         | 1         |  |  |       |                             |       |       |
|  | 3         | Bebetto AZS UJD Częstochowa | 2         | 3         |  |  |       |                             |       |       |

### Półfinały
| Gospodarze                  | Wynik       | Goście                      |
| 1. półfinał                 | 1. półfinał | 1. półfinał                 |
| --------------------------- | ----------- | --------------------------- |
| KU AZS UE Wrocław           | 0:3         | KTS Enea Siarka Tarnobrzeg  |
| KTS Enea Siarka Tarnobrzeg  | 3:1         | KU AZS UE Wrocław           |
| 2. półfinał                 |             |                             |
| SKTS Sochaczew              | 3:2         | Bebetto AZS UJD Częstochowa |
| Bebetto AZS UJD Częstochowa | 1:3         | SKTS Sochaczew              |

### Finał
| Bebetto AZS UJD Częstochowa | 1:3                | KTS Enea Siarka Tarnobrzeg |
| 6 maja 2023, 18:00          | 6 maja 2023, 18:00 | 6 maja 2023, 18:00         |
| --------------------------- | ------------------ | -------------------------- |
| Tetiana Biłenko             | 3:2                | Han Ying                   |
| Anastasija Dymytrenko       | 2:3                | Yu Fu                      |
| Julia Szmiel                | 0:3                | Kinga Stefańska            |
| Tetiana Biłenko             | 0:3                | Yu Fu                      |

| KTS Enea Siarka Tarnobrzeg | 3:0                | Bebetto AZS UJD Częstochowa |
| 8 maja 2023, 17:00         | 8 maja 2023, 17:00 | 8 maja 2023, 17:00          |
| -------------------------- | ------------------ | --------------------------- |
| Yu Fu                      | 3:1                | Anastasija Dymytrenko       |
| Elizabeta Samara           | 3:1                | Tetiana Biłenko             |
| Kinga Stefańska            | 3:0                | Julia Szmiel                |

## Medaliści
| Lp. | Drużyna                     |
| --- | --------------------------- |
| 1.  | KTS Enea Siarka Tarnobrzeg  |
| 2.  | Bebetto AZS UJD Częstochowa |
| 3.  | KU AZS UE Wrocław           |
| 3.  | SKTS Sochaczew              |